# Фраваши
В зороастризма фраваши (на персийски: فروهر) е духът-пазител на индивида, който изпраща урван (често превеждано като „душа“) в материалния свят, за да води битката на доброто срещу злото. На четвъртия ден след смъртта урван се завръща при своя Фраваши, където се събират преживяванията му в материалния свят. Според 57-а глава на Ясна, литургичен сборник от текстове на Авеста, Фраваши са отговорни за хода на слънцето, луната и звездите (и ще бъдат до обновяването на света), за подхранването на водите и растенията и за защита на неродените в утробата. Те всяка година се борят, за да осигурят дъжд за „семейството, селището, племето и страната.“ Основният източник на информация за Фраваши е Ящ 13 (Фарвардин Ящ), химнът, който се обръща към тях и в който те са същества обитаващи стратосферата и помагащи и защитаващи тези, които им се молят. В този химн Фраваши са описвани като „много стотици, много хиляди, много десетки хиляди“, помагащи на Ахура Мазда в създаването на вселената.